# 기타카와촌
기타카와촌(北川村)은 아오모리현 산노헤군에 설치되었던 촌이다. 현재의 난부정에 해당한다.

## 연혁
- 1889년 4월 1일 - 정촌제 시행에 의해 산노헤군 겐요시촌, 도라도촌, 도가촌을 합병해 기타카와촌이 발족하였다.
- 1937년 8월 1일 - 산노헤군 나쿠이촌, 히라라사키촌과 경계의 일부를 변경하였다.
- 1949년 4월 1일 - 산노헤군 다베촌의 다이지 모리코시를 편입하였다.
- 1955년 7월 29일 - 산노헤군 나쿠이촌과 합병해, 나가와정이 되어 소멸하였다.